# هجوم نيس 2016
في مساء يوم 14 يوليو 2016 وقع هجوم بمركبة في نيس، فرنسا عندما قام رجل بقيادة شاحنة بضائع عمداً باتجاه حشد من الناس كانوا يحتفلون بيوم الباستيل في متنزه الإنجليز. وقد أسفر الهجوم عن مقتل 84 شخصاً بينما قتلت الشرطة المهاجم. منفذ العملية هو محمد لحويج بوهلال، وقد تبنى تنظيم الدولة الإسلامية مسؤوليته عن الحادث فيما بعد.

## خلفية
في الصباح وقبل الهجوم، أكد الرئيس الفرنسي فرانسوا هولاند أن حالة الطوارئ التي وضعت بعد الهجمات باريس نوفمبر 2015 ستنتهي بعد الانتهاء من سباق فرنسا للدراجات يوم 26 يوليو 2016. فرنسا قد انتهت للتو من استضافة يورو 2016 بطولة لكرة القدم، حيث كانت البلاد تعمل على تدابير أمنية مكثفة في المكان ونشر عدد أكبر من الجنود.
وفي الوقت نفسه في نيس، مساء يوم الجمعة 14 يوليو 2016، كان هناك آلاف من الناس يحتفلون بيوم الباستيل، وهو يوم عطلة وطنية، على الواجهة البحرية. كان هناك عرض للألعاب النارية، كما كان متعارف عليه في نيس في ليلة كل يوم الباستيل. كان هناك الكثير من الناس يحتفلون.

## الهجوم
في حوالي الساعة 22:40 بالتوقيت المحلي تحديدا بعد إعلان الرئيس الفرنسي فرانسوا أولاند رفع حالة الطوارئ كان السائق يقود الشاحنة لمسافة من كيلومترين (1.2 ميل) لتدهس حشداً من المحتفلين باليوم الوطني الفرنسي بمنتزه الإنجليز بنيس.وكانوا قد تجمعوا لعرض للألعاب النارية. وكانت الشاحنة تسير بسرعة تتراوح بين 32 و40 كم/س (مابين 20 و25 م/س). وقال سيباستيان جمبرت، المحافظ الفرعي لقسم ألب ماريتيم: «عدد القتلى مرتفع للغاية». وذكر أنه وقع تبادل لإطلاق النار وأن سائق الشاحنة لقى مصرعه حسب إفاده بعض شهود العيان، بعد تفتيش الشاحنة تبين أنها محملة بالأسلحة والقنابل اليدوية.
ذكر شهود عيان رأى نقالات يجري تنفيذ والخروج من النادي الليلي مجهولين في شرق لطيفة، مع تقارير تفيد بأن الهجوم نفذه هناك على يد مسلح.
ذكر كريستيان إستروسي رئيس إقليم ألب كوت دازور أنه قتل أكثر من 70 شخصاً في الهجوم.

## منفذ الهجوم

محمد لحويج بوهلال منفذ الهجوم.

بعد الهجوم، حددت وسائل الاعلام الفرنسية مرتكب الجريمة محمد لحويج بوهلال، وهو رجل يبلغ من العمر 31 عاما من الجنسية التونسية، ولد في تونس، مع تصريح الإقامة الفرنسية وللأشخاص الذين يعيشون في نيس. ذكرت الأنباء أنه واجه صعوبات مالية وأنه يعمل سائقا، وحصل على تصريح شاحنة في أقل من سنة قبل الهجوم. محمد ووالديه منفصلان ويعيشان في فرنسا. وفقا لتقارير وسائل الاعلام، محمد كان معروفا لدى الشرطة بسبب خمس جرائم جنائية سابقة، ولا سيما فيما يتعلق بالعنف المسلح. وقيل إنه لم يتم تسجيله باعتباره خطر على الأمن القومي (مذكرة «إس») مع السلطات الفرنسية.
يدعي شهود عيان أن الجاني قال خلال الهجوم عبارة «الله أكبر»، ولكن تلك التقارير  لم تتأكد من قبل المسؤولين. محمد لم يكن معروفا من قبل السلطات التونسية قد شارك في أي أنشطة الإرهاب على الأراضي التونسية. وقال المدعي العام الفرنسي أن الهجوم «يحمل بصمات الإرهاب الجهادي» ولكن هذا الأمر لم تعلن عنه أي جماعة مسؤوليتها عن الهجوم، والتحقيقات الأولية من المسؤولين الفرنسيين تشير ان محمد لم يرتبط إلى أي مجموعة إرهابية دولية. ووفقا لابن عم زوجة محمد، لم كان محمد شخصية دينية ولم يحضر أحد المساجد.
قال رئيس الوزراء الفرنسي مانويل فالس أن الجاني كان «على الأرجح مرتبطة بالإسلام الراديكالي بطريقة أو بأخرى»، وأن وضع الهجوم في سياق «الحرب» ضد الإرهاب والإسلام الراديكالي على حد سواء داخل وخارج فرنسا. هذا الادعاء يتناقض مباشرة من قبل وزير الداخلية الفرنسي برنار كازنوف الذي قال: «لدينا الفرد الذي لم يكن معروفا لأجهزة المخابرات للأنشطة مرتبطة بالإسلام الراديكالي»، هذا الأمر يشير إلى انه لم نتمكن من تأكيد دوافع المهاجم المرتبطة بالجهاد.
| الجنسية          | وفيات | إصابات | مصادر                |
| ---------------- | ----- | ------ | -------------------- |
| الجزائر          | 5     |        | [ 24 ]               |
| أرمينيا          | 2     |        | [ 25 ] [ 26 ]        |
| أستراليا         |       | 5      | [ 27 ]               |
| بلجيكا           | 1     | 1      | [ 28 ]               |
| البرازيل         | 2     | 3      | [ 29 ]               |
| الصين            |       | 2      | [ 30 ]               |
| جمهورية التشيك   |       | 1      | [ 31 ]               |
| إستونيا          | 2     | 4      | [ 32 ]               |
| فرنسا            | 38    |        | [ 33 ]               |
| جورجيا           | 1     |        | [ 34 ]               |
| ألمانيا          | 3     | 2      | [ 35 ] [ 36 ]        |
| المجر            |       | 1      | [ 37 ]               |
| جمهورية أيرلندا  |       | 1      | [ 38 ]               |
| إيطاليا          | 6     | 3      | [ 39 ]               |
| كازاخستان        | 4     |        | [ 28 ]               |
| ماليزيا          |       | 1      | [ 40 ]               |
| مدغشقر           | 2     | 4      | [ 41 ]               |
| المغرب           | 4     | 1      | [ 42 ]               |
| هولندا           |       | 3      | [ 43 ]               |
| بولندا           | 2     |        | [ 44 ]               |
| البرتغال         |       | 1      | [ 45 ]               |
| روسيا            | 2     | 3      | [ 24 ] [ 46 ]        |
| رومانيا          | 1     | 4      | [ 24 ] [ 47 ] [ 48 ] |
| سنغافورة         |       | 1      | [ 25 ] [ 49 ]        |
| سويسرا           | 2     |        | [ 25 ] [ 28 ]        |
| تونس             | 4     |        | [ 24 ] [ 50 ]        |
| أوكرانيا         | 1     | 2      | [ 51 ]               |
| المملكة المتحدة  | 1     | 1      | [ 24 ]               |
| الولايات المتحدة | 3     |        | [ 25 ] [ 52 ]        |
| غير معروف حاليا  | 1     | 162    |                      |
| المجموع          | 87    | 206    | [ 18 ]               |

## ردود الفعل

### محلية
- استخدم سكان المدينة وسائل التواصل الإجتماعي، وبالخصوص تويتر للبحث عن أقاربهم المفقودين مستخدمين الهاشتاغ أي إفتح أبواب نيس.[53] كما عقد الرئيس الفرنسي فرانسوا أولاند خلية أزمة وأعلن تمديد حالة الطوارئ.[54]
- عاد الرئيس فرانسوا أولاند إلى باريس قادماً من أفينيون لعقد اجتماع طارئ لوزارة الداخلية بشأن الهجوم.[55] وألقى أولاند كلمة أمام الشعب الفرنسي في بث متلفز من باريس في وقت مبكر من صباح يوم 15 يوليو 2016، معلناً عن اتخاذ تدابير مستقبلية ضد الإرهاب، ومنها تمديد حالة الطوارئ لثلاثة أشهر، بعد أن كان من المقرر رفعها في 26 يوليو.[56] كما أعلن أن جميع الأفراد اللازمين «سيتم نشرهم في جميع المواقع والمدن حيث نحتاج إليهم».[57]

### دولية
- الجزائر: أدانت الجزائر بشدة الهجوم الإرهابي الذي وقع مساء أمس الخميس في مدينة نيس جنوب فرنسا والذي خلف84 قتيلا وعشرات الجرحى، معربة عن تعاطفها وتضامنها مع الشعب الفرنسي وعائلات الضحايا واستعدادها لمواصلة مساهمتها في الجهود المجموعة الدولية لاجتثاث ظاهرة الإرهاب.[58]
- تونس: أدانت تونس بشدة الاعتداء الإرهابي الجبان ودعت المجتمع الدولي بأسره إلى الوقوف صفّا واحدا لمحاربة هذه الآفة التي لا حدود إنسانية أو أخلاقية أو دينية لإجرامها.[59]
- الولايات المتحدة: أدان رئيس الولايات المتحدة باراك أوباما الهجوم.[60]
- السعودية: أعرب مصدر سعوي مسؤول، فجر الجمعة، عن إدانة المملكة العربية السعودية وبأشد العبارات لعمل الدهس الإرهابي الشنيع، الذي شهدته مدينة نيس الفرنسية، ونجم عنه مقتل 84 شخصاً، وإصابة أكثر من 100، حسب التقارير، من الأطفال والنساء والرجال.[61]
- الكويت: أعربت وزارة الخارجية الكويتية عن إدانة واستنكار دولة الكويت الشديدين لحادث الدهس الإجرامي البشع الذي وقع مساء أمس الخميس واستهدف حشدا من الأبرياء تجمعوا لمشاهدة فعاليات الاحتفالات بمناسبة اليوم الوطني للجمهورية الفرنسية الصديقة في مدينة نيس وأدى إلى وقوع عشرات القتلى والجرحى من الأبرياء.[62]
- الإمارات العربية المتحدة: أدانت دولة الإمارات العربية المتحدة الهجوم الإرهابي في نيس الذي أودى بحياة 80 مدنيا، ووصفته بـ«الجريمة الإرهابية النكراء التي أودت بحياة عدد كبير من المدنيين الآمنين في مدينة نيس بفرنسا».[63]
- قطر: أعربت دولة قطر عن إدانتها واستنكارها الشديدين لعمل الدهس الإجرامي الشنيع الذي شهدته مدينة نيس الفرنسية، مما أسفر مقتل ما يزيد عن 70 شخصاً وإصابة العشرات بينهم أطفال ونساء.[64]
- البحرين: أدانت وزارة خارجية مملكة البحرين بشدة العمل الإرهابي المروع الذي استهدف حشدًا من الأبرياء في مدينة نيس بالجمهورية الفرنسية، ما أسفر عن سقوط العشرات من القتلى والجرحى، معربة عن خالص تعازيها وصادق مواساتها للجمهورية الفرنسية حكومة وشعباً ولأهالي وذوي الضحايا.[65]
- عُمان: أدانت سلطنة عمان الحادث الإرهابى بفرنسا، حيث أعرب مصدر مسئول بوزارة الخارجية عن إدانة السلطنة، واستنكارها الشديد لحادث الدهس الإرهابى الذي شهدته مدينة نيس الفرنسية، والذي نجم عنه مقتل ما يزيد عن 84 شخصًا وإصابة أكثر من مائتين من الأطفال والنساء والرجال.[66]
- مصر: أدان الرئيس عبد الفتاح السيسي بأقسى العبارات الحادث الإرهابي الآثم الذي وقع مساء أمس الخميس، في مدينة نيس الفرنسية، وأسفر عن سقوط أكثر من 84 قتيلًا وإصابة 120 آخرين بينهم 18 في حالة حرجة.[67]
- اليمن: عبرت الجمهورية اليمنية عن ادانتها واستنكارها الشديدين لعمل الدهس الإجرامي الشنيع الذي شهدته مدينة نيس الفرنسية والذي أسفر عن مقتل ما يزيد عن 80 شخصاً وإصابة العشرات بينهم نساء واطفال.[68]
- ليبيا: استنكر رئيس مجلس النواب الليبي المستشار عقيلة صالح عيسى، حادثة نيس واصفاً إياها بـ«العمل الإرهابي» المدان، وكان أول مسئول عربي يدين الهجوم.[69]
- فلسطين: أدانت حركة فتح بعبارات شديدة عملية الدهس الإجرامي المتعمدة التي وقعت بمدينة نيس الفرنسية وراح ضحيتها 84 شخصا من القتلى.[70]
- موريتانيا: ندت الحكومة الموريتانية بالهجوم الذي وصفته بالإرهابي الذي راح ضحيته أكثر من 80 شخصا في مدينة نيس الفرنسية، معتبرة أن هذا الحادث يستدعي تضافر جهود المجموعة الدولية من اجل التصدي بحزم للتطرف العنيف بمختلف صوره وأشكاله.[71]
- إيران: دانت إيران بشدة الجمعة الاعتداء الذي اودى بحياة 84 شخصا على الاقل في نيس جنوب فرنسا ودعت إلى الوحدة من اجل «اجتثاث الإرهاب».[72]
- اليابان: أدانت الحكومة اليابانية الهجمات الإرهابية التي وقعت بمدينة نيس الواقعة في جنوب فرنسا، أمس الخميس وأسفرت عن مقتل 80 شخصا على الأقل وجرح العشرات.[73]
- باكستان: أدانت باكستان حادث الدهس الإرهابي الذي وقع في مدينة نيس الفرنسية الليلة الماضية، وأسفر عن مقتل أكثر من 80 شخصاً، وإصابة العشرات.[74]
- أستراليا: أدانت وزيرة الخارجية الأسترالية جولي بيشوب الهجوم الإرهابي الذي شهدته مدينة نيس الفرنسية خلال الاحتفال باليوم الوطني والذي قتل على إثره حتى الآن 84 شخصا.[75]
- سويسرا: أدان الرئيس السويسري يوهان شنايدر-آمان بشدة الهجوم الذي تعرضت له مدينة نيس الفرنسية حيث دهست شاحنة جموع الناس التي كانت محتشدة للمشاركة في الاحتفال التقليدي بالعيد الوطني مساء الخميس. وقد أسفر الهجوم عن مقتل ما لا يقل عن 84 شخصا.[76]
- جمهورية التشيك: أدان الرئيس التشيكي ميلوش زيمان الهجوم الإرهابي في مدينة نيس الفرنسية وعبّر عن صدمته بهذا العمل المقزز.[77]
- كندا: رئيس وزراء كندا جاستن ترودو كتب: "الكنديين يشعرون بصدمة بسبب هجوم الليلة في نيس. تعاطفنا مع الضحايا وتضامننا مع الشعب الفرنسي.[78][79]
- نيوزيلندا: رئيس الوزراء جون كي، الذي كان في فرنسا، قال «إن قلوبنا مع ضحايا الأحداث المأساوية التي وقعت في نيس، وعائلاتهم وشعب فرنسا».[80]
- إسرائيل: أعلن رئيس الوزراء الإسرائيلي بنيامين نتنياهو، عن إدانة إسرائيل لحادثة الدهس بمدينة نيس الفرنسية، وقال نتنياهو في بيان له اليوم، "إسرائيل تدين بأشد التعبيرات العملية الإرهابية المروعة التي ارتكبت أمس في نيس.[81]

### منظمات دولية ومحلية
- مجلس الأمن: دان مجلس الأمن الدولي «بأشد الحزم الاعتداء الإرهابي الهمجي والجبان» الذي أوقع في مدينة #نيس في جنوب فرنسا مساء الخميس 80 قتيلا على الأقل ونفذه سائق شاحنة دهس جمعا من المواطنين، كانوا محتشدين لمشاهدة الألعاب النارية بمناسبة احتفالات العيد_الوطني.[82]
- البرلمان العربي: أدان أحمد بن محمد الجروان رئيس البرلمان العربي العملية الإرهابية الجبانة التي أودت بحياة عدد كبير من المدنيين ليلة أمس في مدينة نيس بفرنسا.[83]
- مجلس التعاون الخليجي: أدانت دول مجلس التعاون لدول الخليج العربية بشدة العمل الإرهابي الذي وقع في مدينة نيس الفرنسية، مما أدى إلى مقتل وجرح عدد كبير من المدنيين الأبرياء الذين كانوا يحتفلون باليوم الوطني للجمهورية الفرنسية.[84]
- الإيسيسكو: أدان المدير العام للمنظمة الإسلامية للتربية والثقافة والعلوم «إيسيسكو» عبد العزيز بن عثمان التويجري اليوم الجمعة حادث الدهس الذي وقع بمدينة نيس الفرنسية أمس ما أسفر عن مقتل وإصابة العشرات.[85]
- جامعة الدول العربية: أدان أحمد أبو الغيط، الأمين العام للجامعة العربية، الحادث الإرهابي الذي وقع في مدينة نيس الفرنسية، الذي أسفر عن سقوط عشرات الضحايا وإصابة آخرين.[86]